# Теорема Масельмана
В евклідовій геометрії теорема Масельмана — це властивість деяких кіл, визначених для довільного трикутника.

## Формулювання теореми

Трикутник T з вершинами A, B і C; O — центр описаного кола (червоне).
A*, B* і C* — точки, симетричні точкам A, B і C відносно протилежної сторони.
M — точка перетину кіл Масельмана.
Зелене коло — коло дев'яти точок, N — його центр.
K — точка Косніти.

Нехай дано трикутник {\displaystyle T} з вершинами {\displaystyle A}, {\displaystyle B} і {\displaystyle C}. Нехай {\displaystyle A^{*}}, {\displaystyle B^{*}} і {\displaystyle C^{*}} — вершини трикутника відбиттів {\displaystyle T^{*}}, одержуваного дзеркальним відбиттям кожної вершини {\displaystyle T} відносно протилежної сторони. Нехай {\displaystyle O} — центр описаного кола {\displaystyle T}. Розглянемо 3 кола {\displaystyle S_{A}}, {\displaystyle S_{B}} і {\displaystyle S_{C}}, що проходять через точки {\displaystyle A\,O\,A^{*}}, {\displaystyle B\,O\,B^{*}} і {\displaystyle C\,O\,C^{*}} відповідно. Теорема стверджує, що ці три кола Массельмана перетинаються в точці {\displaystyle M}, яка є інверсією відносно описаного навколо {\displaystyle T} кола точки Косніти, яка є ізогональним спряженням центра дев'яти точок трикутника {\displaystyle T}.
Спільна точка {\displaystyle M} є точкою Гільберта трикутника {\displaystyle T}, яка в Енциклопедії центрів трикутника згадана як {\displaystyle X_{1157}}.

## Історія
1939 року теорему запропонували як задачу Масельман (J. R. Musselman) і Горматіг (René Goormaghtigh), а 1941 року вони надали доведення. Узагальнення цього результату сформулював і довів Горматіг.

## Узагальнення Горматіга
В узагальненні теореми Масельмана Горматігом коло явно не згадано.
Як і раніше, нехай {\displaystyle A}, {\displaystyle B} і {\displaystyle C} — вершини трикутника {\displaystyle T}, і {\displaystyle O} — центр описаного кола. Нехай {\displaystyle H} — ортоцентр трикутника {\displaystyle T}, тобто перетин трьох висот. Нехай {\displaystyle A'}, {\displaystyle B'} і {\displaystyle C'} — три точки на відрізках {\displaystyle OA}, {\displaystyle OB} і {\displaystyle OC}, такі що {\displaystyle OA'/OA=OB'/OB=OC'/OC=t}. Розглянемо 3 прямих {\displaystyle L_{A}}, {\displaystyle L_{B}} і {\displaystyle L_{C}}, перпендикулярних {\displaystyle OA}, {\displaystyle OB} і {\displaystyle OC}, що проходять через точки {\displaystyle A'}, {\displaystyle B'} і {\displaystyle C'} відповідно. Нехай {\displaystyle P_{A}}, {\displaystyle P_{B}} і {\displaystyle P_{C}} — точки перетину перпендикулярів із прямими {\displaystyle BC}, {\displaystyle CA} і {\displaystyle AB} відповідно.
Нойберг (J. Neuberg) 1884 року помітив, що три точки {\displaystyle P_{A}}, {\displaystyle P_{B}} і {\displaystyle P_{C}} лежать на одній прямій {\displaystyle R}. Нехай {\displaystyle N} — проєкція центра описаного кола {\displaystyle O} на пряму {\displaystyle R}, а {\displaystyle N'} — точка на {\displaystyle ON}, така що {\displaystyle ON'/ON=t}. Горматіг довів, що {\displaystyle N'} є інверсією відносно описаного навколо трикутника {\displaystyle T} кола ізогонального спряження точки {\displaystyle Q} на прямій Ейлера {\displaystyle OH}, такої, що {\displaystyle QH/QO=2t}.

## Примітка
1. ↑  D. Grinberg (2003) On the Kosnita Point and the Reflection Triangle [Архівовано 2015-05-03 у Wayback Machine.]. Forum Geometricorum, volume 3, pages 105—111
2. 1 2  Weisstein, Eric W. Musselman's Theorem(англ.) на сайті Wolfram MathWorld.
3. ↑  Clark Kimberling (2014), Encyclopedia of Triangle Centers, section X(1154) = Gilbert Point. Accessed on 2014-10-08
4. ↑  J. R. Musselman and R. Goormaghtigh (1939), Advanced Problem 3928. American Mathematics Monthly, volume 46, page 601
5. ↑  J. R. Musselman and R. Goormaghtigh (1941), Solution to Advanced Problem 3928. American Mathematics Monthly, volume 48, pages 281—283
6. ↑  Jean-Louis Ayme, le point de Kosnitza, page 10. Online document, accessed on 2014-10-05.
7. ↑  J. Neuberg (1884), Mémoir sur le Tetraèdre. According to Nguyen, Neuberg also states Goormaghtigh's theorem, but incorrectly.
8. ↑  Khoa Lu Nguyen (2005), A synthetic proof of Goormaghtigh's generalization of Musselman's theorem [Архівовано 2016-03-04 у Wayback Machine.]. Forum Geometricorum, volume 5, pages 17-20
9. ↑  Ion Patrascu and Catalin Barbu (2012), Two new proofs of Goormaghtigh theorem. International Journal of Geometry, volume 1, pages=10-19, issn=2247-9880